# Globimetula pachyclada
Globimetula pachyclada là một loài thực vật có hoa trong họ Loranthaceae. Loài này được (Sprague) Danser mô tả khoa học đầu tiên năm 1933.